# Zăvoaia (gmina)
Zăvoaia – gmina w Rumunii, w okręgu Braiła. Obejmuje miejscowości Dudescu i Zăvoaia. W 2011 roku liczyła 3152 mieszkańców. 